# إلكترونيات بصرية

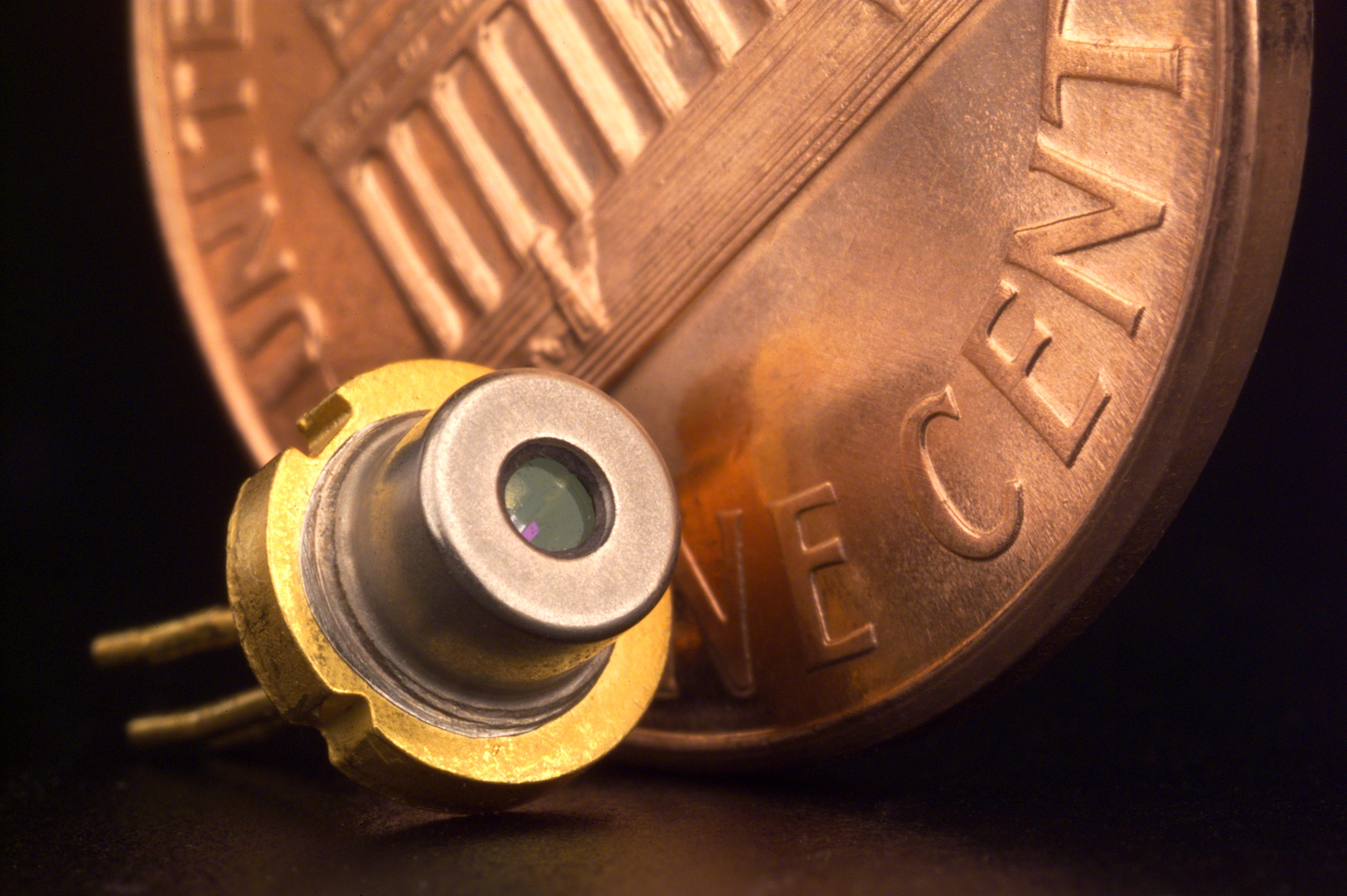

الإلكترونيات البصرية حقل العلوم الذي يربط بين الإلكترونيات والبصريات و يهتم بدراسة النبائط شبه الموصلة الإلكترونية التي تكشف وتتحكم وتبعث الضوء. ومن أمثلة النبائط الكهروضوئية:
- مقحل ضوئي
- ثنائي ضوئي
- ثنائي باعث للضوء
- موصلية ضوئية
- مقاومة ضوئية
- صمام تضخيم ضوئي
- خلية شمسية
- دارة متكاملة بصرية [الإنجليزية]
- سي سي دي
- ليزر أشباه الموصلات
- انبعاث محفز
- عازل كهروضوئي
- ألياف بصرية

ومعظم هذه النبائط تعتمد في مبدأها على الأثر الكهرضوئي، فحين يسقط فوتون بطاقة أكبر من طاقة الفجوة يمكن له أن يحرر الإلكترون وينقله من نطاق التكافؤ إلى نطاق التوصيل.